# Achim Hallerbach
Achim Hallerbach (* 6. März 1966 in Eitorf) ist seit dem 1. Januar 2018 Landrat des Kreises Neuwied.

## Werdegang
Nach dem Sekundarabschluss in Neustadt (Wied) machte Achim Hallerbach eine Ausbildung zum Technischen Zeichner der Fachrichtung Hochbau. Danach arbeitete er in einem Architekturbüro und Tiefbauunternehmen.
1987 trat Hallerbach der CDU bei und war ab 1989 zwanzig Jahre Mitglied des Gemeinderates. Ab 1989 übernahm Hallerbach auch hauptamtliche politische Funktionen bei der CDU in Wiesbaden und Mainz, so als Landesgeschäftsführer der Jungen Union Rheinland-Pfalz. Dann wurde er Büroleiter und Geschäftsführer der Landesgruppe Thüringen der CDU/CSU-Bundestagsfraktion in Bonn. Berufsbegleitend begann er ein Studium als PR- und Kommunikationsberater.
1994 wurde er Pressesprecher und Leiter der Öffentlichkeitsarbeit des Bundesverbandes Sekundärrohstoffe und Entsorgung. Von 2002 bis zum 15. Dezember 2008 war er auch als Unternehmer Inhaber von zwei Marketing- und Kommunikationsunternehmen.
Dezember 2008 wurde er zum hauptamtlichen 1. Kreisbeigeordneten des Kreises Neuwied gewählt und Dezember 2016 im Amt bestätigt.

## Privates
Aufgewachsen ist Hallerbach in Asbach-Schöneberg. Heute lebt er mit seiner Frau und zwei Kindern in Asbach. Seit März 2018 ist er Präsident des Landesmusikverbandes Rheinland-Pfalz.